# 石腦油

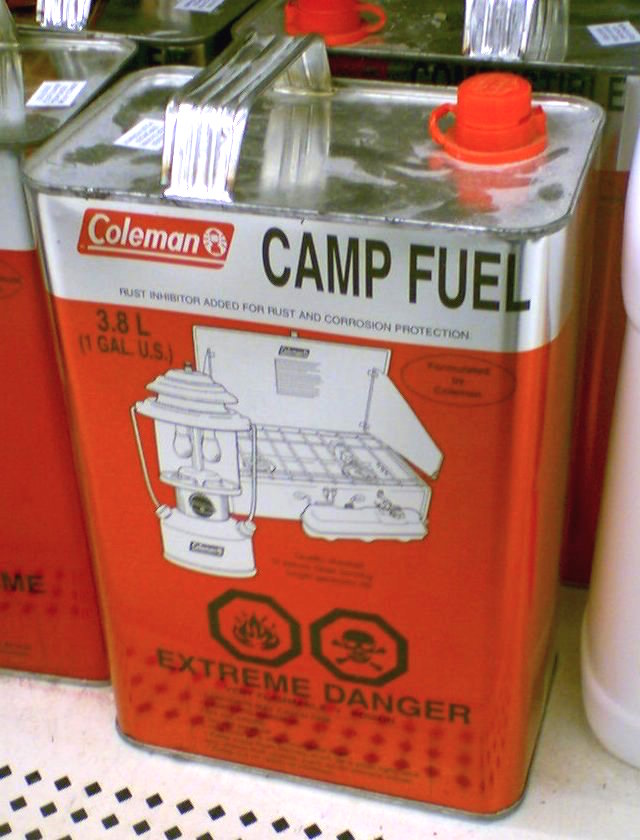
石腦油是一種常用的灯笼燃料

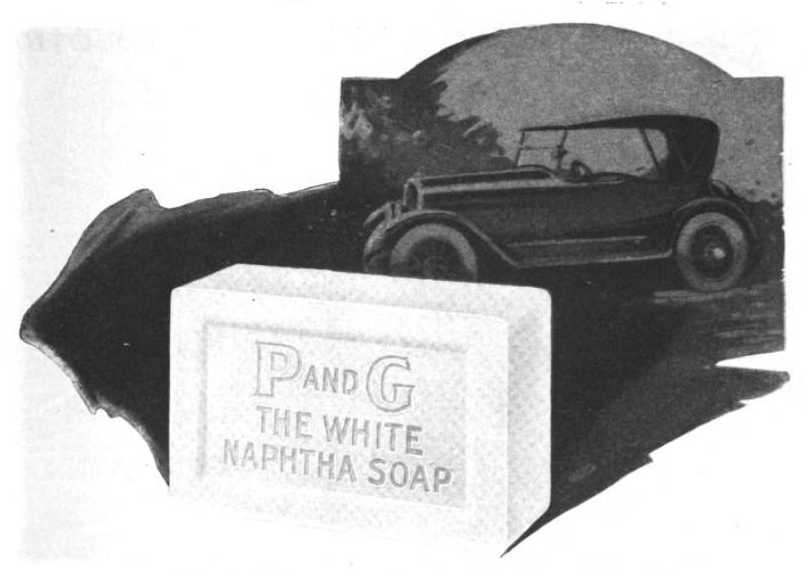
寶潔公司生產的石腦油香皂，1919年

石腦油（英語：naphtha），俗稱輕油、白電油或去漬油，是一種原油精煉的烴類液體的中間物。它由不同的碳氫化合物混合組成，它的主要成分是含5到11個碳原子的鏈烷、環烷或芳烴。通常都是脫硫然後催化重整，進而重新排列或重新結構石腦油中的烴分子以及斷裂成較小的分子用來產生高辛烷值汽油組分（或汽油）。全球有數百個不同的石油原油資源，每個原油都有其獨特的成分或含量測定。也有數百個全球石油精煉廠的設計許多用來處理特定的原油或原油。這意味著幾乎不可能存在一個明確的石腦油組成，因為每個煉油廠生產自己的石腦油是獨特的最初和最後的沸點和其他物理和成分特點。換句話說，石腦油是一個通用的術語，而不是一個特定的術語。
此外石腦油也可以從煤焦油，焦油砂，頁岩礦床提煉出來，例如在加拿大，木材和煤的氣化或生物質氣化的乾餾中產生合成氣然後由費托合成（Fischer-Tropsch）過程將合成氣轉化為液體的烴類產品。

## 性状
石腦油在常温、常压下为无色透明或微黄色液体，有特殊气味，不溶于水，溶于多数有机溶剂。密度在650-750 kg/m3。硫含量不大于0.08%，烷烃含量不超过60%，芳烃含量不超过12%，烯烃含量不大于1.0%。

### 化学性质
石脑油一般含烷烃55.4%、单环烷烃30.3%、双环烷烃2.4%、烷基苯11.7%、苯0.1%、茚满和萘满0.1%。平均分子量为114，密度为0.76g/cm3，爆炸极限1.2%~6.0%。
- 主要成分： 主要为烷烃的C5～C7成份。
- 有害成分： CAS No.

- 丁烷 106-97-8
- 戊烷 109-66-0
- 己烷 110-54-3

### 物理性质
- 沸点(℃)： 20～160
- 相对密度(水=1)： 0.78～0.97
- 闪点(℃)： -2
- 引燃温度(℃)： 350
- 爆炸上限%(V/V)： 8.7
- 爆炸下限%(V/V)： 1.1

## 石油煉廠石腦油的主要來源
石脑油是一种轻质油品，由原油蒸馏或石油二次加工切取相应馏分而得。其沸点范围依需要而定，通常为较宽的馏程，如30-220℃。第一個裝置是石油煉油廠的原油蒸餾裝置。頂端的裝置餾出為純的直餾石腦油而且是在大多數石油煉廠石腦油的最大來源。石腦油是非常多的不同的烴類化合物的混合物。它的初餾點（IFP）為約35℃，終沸點（FBP）約200℃，並且它包含鏈烷烴，環烷烴（環鏈烷烴）和芳族烴，包括那些含有4個碳原子和那些含有約10或11個碳原子。
餾石腦油提煉有2個步驟：
- 直餾輕石腦油大多數為少於6個碳原子的碳氫化合物，而IBP為30℃，FBP為145℃。
- 直餾重石腦油大多數為超過6個碳原子的碳氫化合物，而IBP為140℃，FBP為205℃。

国外常用的轻质直馏石脑油沸程为0-100℃，重质直馏石脑油沸程为100-200℃。

## 直餾石腦油的類型
下表列出了一些來自各種原油的典型直餾重石腦油物理性質，可以看出它們之間的區別尤其環烷烴和芳烴比較顯著。
| 原油名 {\displaystyle \Rightarrow } 地點{\displaystyle \Rightarrow } | Barrow Island 澳大利亞 | Mutineer-Exeter 澳大利亞 | CPC Blend 哈薩克斯坦 | Draugen 北海 |
| -------------------------------------------------------------------- | ---------------------- | ------------------------ | -------------------- | ------------ |
| 初馏点，°C                                                           | 149                    | 140                      | 149                  | 150          |
| 终馏点，°C                                                           | 204                    | 190                      | 204                  | 180          |
| 链烷烃，液體容量%                                                    | 46                     | 62                       | 57                   | 38           |
| 環烷，液體容量%                                                      | 42                     | 32                       | 27                   | 45           |
| 芳香族化合物，液體容量%                                              | 12                     | 6                        | 16                   | 17           |

## 裂解石腦油
一些精煉廠石腦油也包含一些烯屬烴的碳氫化合物，例如從可變催化裂化的visbreakers和煉焦的過程中獲得的石腦油用於許多精煉廠。這些含烯烴石腦油通常被稱為“裂解石腦油”。在某些石油煉廠，破裂的石腦油脫硫作用和催化作用產生了更多的高辛烷值汽油成分。石脑油是管式炉裂解制取乙烯，丙烯，催化重整制取苯，甲苯，和二甲苯的重要原料。作为裂解原料，石脑油组成中烷烃和环烷烃的含量要求要不低于70%（体积）。作为催化重整原料用于生产高辛烷值汽油组分时，进料为宽馏分，沸点范围一般为80-180℃。用于生产芳烃时，进料为窄馏分，沸点范围为60-165℃。催化裂化石脑油有低於105℃，105-160℃及 160-200℃的轻、中、重质三种。

## 石腦油去除硫化合物
石油煉廠的石腦油一般要求硫化合物含量非常少(百万分之几或更少)。 這通常是利用催化化學原理进行加氫脫硫工艺，使用氨气处理硫化氢氣體，将其轉化為副产物硫。
實際上， 全世界2005年硫磺产量64,000,000公噸大多来自使用氨气從天然氣除去硫化氢的副产物。在代替加氫脫硫中，輕石腦油可被Merox消除硫化氫，更具體地說是除去硫醇類。

## 用途
主要用作化肥、乙烯生产和催化重整原料，也可以用于生产溶剂油或作为汽油产品的调和组分。某些石油煉廠還生產少量的特種石腦油用作溶劑，清洗液，油漆和清漆稀釋劑，瀝青稀釋劑，橡膠工業溶劑，乾洗，打火機，便攜式野營爐和燈籠燃料的。這些都是石腦油進行各種純化過程可以製造的。另外，香港的煤氣是以石腦油生產。